# Мамлюцький Ірак
Мамлюцький Ірак — фактично незалежна держава в Арабському Іраку, яку було утворено мамлюками в період кризи Османської імперії. У 1831 році війська султана Махмуда II ліквідували правління мамлюків в Іраку.

## Історія

### Формування
Невдалі війни у 1680—1690-ї роках проти Священної Ліги на чолі із Австрією відбулося на послабленні управління на околицях османської імперії. Почалися виступи в Північній Африці, Нижньому Єгипті, Ємені. Також хвилювання почалися в Іраку: місцеві арабські племена намагалися позбутися османської влади або здобути більшої самостійності. На це накладалися виступи шиїтів, яких було чимало в Османському Іраку.
За цих обставин на посаду паші Багдадського еялету призначається Гасан-паша, що був мамлюком (грузином з родини Манвелашвили). Він зумів приборкати бедуїнів, почати відновлювати господарство еялету. Водночас декілька разів втручався у справи Басорського еялету, де почалися арабські заворушення. Зрештою фактично поставив там свого сина.
Під час війни з Персією у 1722—1727 роках спрямував війська, які захопили Гамадан. Втім за цих подій він помер, але зумів домогтися призначення на посаду багдадського паші свого сина Ахмад-пашу. Завдяки вмілим діям останнього вдалося відбити наступ перських військ у 1733—1735 роках на Багдад і Басру. Завдяки цьому султанський диван затвердив Ахмада-пашу на посадах очільника Багдадського і Басорського еялетів. Невдовзі він взяв під контроль Шаразорський еялет. Було укладено союз з родом Джалілі, що став правителем Мосульського еялету.

### Піднесення
Потужний економічний розвиток починається за правителя Сулейманом Абу-Лайла-паші, який сприяв міжнародній торгівлі, встановивши контакти з Британською Ост-Індською компанією. Протягом 1770-х років відбувалася боротьба з Персією, яку було відроджено заходами династії Зангі. Втім, протягом 1780-х років мамлюки зуміли відвернути загрозу перських шахів, а потім було закріплено за династією Гасан-паші Багдад, Басру і Шаразор. Все це сприяла піднесенню сільського господарства й торгівлі, розквіт якої припав на 1790—1820-ті роки.
З 1801 року починаються війни з арабські племена на півдні Мамлюкських володінь. Водночас укладено союз з Мухаммедом Алі Єгипетським проти Дірійського емірату. У 1818 році було захоплено Лахсу та Катар, встановлено зверхність над Другим Халідським еміратом.

### Занепад
Страшений голод та епідемія чуми у 1830 році завдало величезної шкоди економіці та війську мамлюків Іраку. Цим скористався османський султан Махмуд II, що відправив проти Багдаду потужне військо. Армія багдадського паші Дауд-паші зазнала поразки й ліквідовано правління мамлюків в Іраку.

## Правителі
- Гюржи Гасан-паша (1704—1723)
- Ахмад-паша (1723—1747)
- Сулейман Абу-Лайла-паша (1749—1762)
- Омар-паша (1762—1776)
- Мустафа-паша (1776)
- Абдулла-паша (1776—1777)
- Гасан-паша II (1777—1779)
- Сулейман-паша (1780—1802)
- Алі-паша (1802—1807)
- Сулейман-паша II (1807—1813)
- Саїд-паша (1813—1816)
- Дауд-паша (1816—1831)